# William Kemmler
William Francis Kemmler (Filadelfia, 9 maggio 1860 – Auburn, 6 agosto 1890) è stato un criminale statunitense.
Fu la prima persona al mondo ad essere giustiziata sulla sedia elettrica.

## Biografia
Figlio d'immigrati tedeschi, William Kemmler trascorse un'infanzia difficile, poiché i genitori, entrambi alcolizzati, morirono quando aveva appena dieci anni. William, una volta raggiunta la maggiore età, riuscì a mantenersi come venditore ambulante, ma ben presto anch’egli – come i genitori – cadde nell'alcolismo. Kemmler uccise con un'accetta la sua compagna Matilda Ziegler il 29 marzo 1889. Fu condannato a morte mediante elettrocuzione. 
Il suo avvocato tentò di dimostrare che l'elettroesecuzione era una punizione inusuale e crudele. George Westinghouse supportò la causa dell'avvocato di Kemmler, ma l'appello fallì. Tra i sostenitori dell'elettroesecuzione c'era anche Thomas Edison, rivale di Westinghouse. L'esecuzione di Kemmler avvenne la mattina del 6 agosto del 1890. L'assassino venne svegliato alle cinque del mattino. Si vestì velocemente, fece colazione e recitò alcune preghiere. Il capo gli venne rasato per impedire che i capelli ostacolassero in qualche modo le scariche elettriche che gli sarebbero state somministrate sulla sedia.
Alle sei e quaranta entrò nella camera delle esecuzioni e il direttore del carcere lo presentò ai 17 testimoni, tra i quali c'erano dei medici e diversi giornalisti. Kemmler guardò la sedia elettrica e disse: "Signori, auguro a tutti voi una buona fortuna. Credo che andrò in un posto migliore, e sono pronto". I testimoni presenti all'esecuzione affermarono che Kemmler era calmo, non si mise ad urlare, né pianse o tentò in qualche modo di resistere, forse ritenendo che l'elettricità potesse veramente ucciderlo in modo rapido ed indolore. Si sedette da solo sulla sedia e si rivolse agli addetti che lo stavano legando e stavano posizionando gli elettrodi, dicendo loro: "Fate con calma e fatelo bene. Non ho alcuna fretta".
A questo punto il direttore gli disse: "Addio, William" e ordinò al boia, che si trovava in uno stanzino adiacente alla camera delle esecuzioni, di procedere. Il generatore fu caricato con 1000 volt, che erano ritenuti sufficienti per indurre la morte cerebrale e l'arresto cardiaco. La sedia era anche stata collaudata il giorno prima, quando un cavallo era stato ucciso con successo da una scarica elettrica. La corrente attraversò il corpo di Kemmler per 17 secondi, poi venne staccata e il dottor Edward Charles Spitzka (che era tra i testimoni dell'esecuzione) esaminò il condannato, dichiarandolo morto. Ciononostante, diverse persone notarono che l'omicida respirava ancora. Spitzka, assistito da un altro medico, Charles F. Macdonald, confermò che William Kemmler era ancora vivo e disse al direttore: "Faccia mandare un'altra scarica, veloce, senza ritardi!".
In un secondo tentativo il corpo del criminale fu colpito da una scarica di 2000 volt. Kemmler sanguinò moltissimo e diversi testimoni arrivarono addirittura ad affermare che il suo corpo prese fuoco; tuttavia quest'affermazione fu smentita poco dopo. Un forte odore di carne bruciata pervase tutta la stanza e diversi testimoni tentarono persino di fuggire. L'esecuzione durò circa otto minuti: uno di coloro che avevano assistito all'elettroesecuzione di Kemmler affermò di aver visto "Uno spettacolo orribile, terrificante in confronto all'impiccagione". Westinghouse, riferendosi all'esecuzione, affermò che "Sarebbe riuscita meglio se avessero usato un'ascia".
Kemmler è sepolto nel recinto della prigione dove è avvenuta la sua esecuzione.